# 선저우 12호

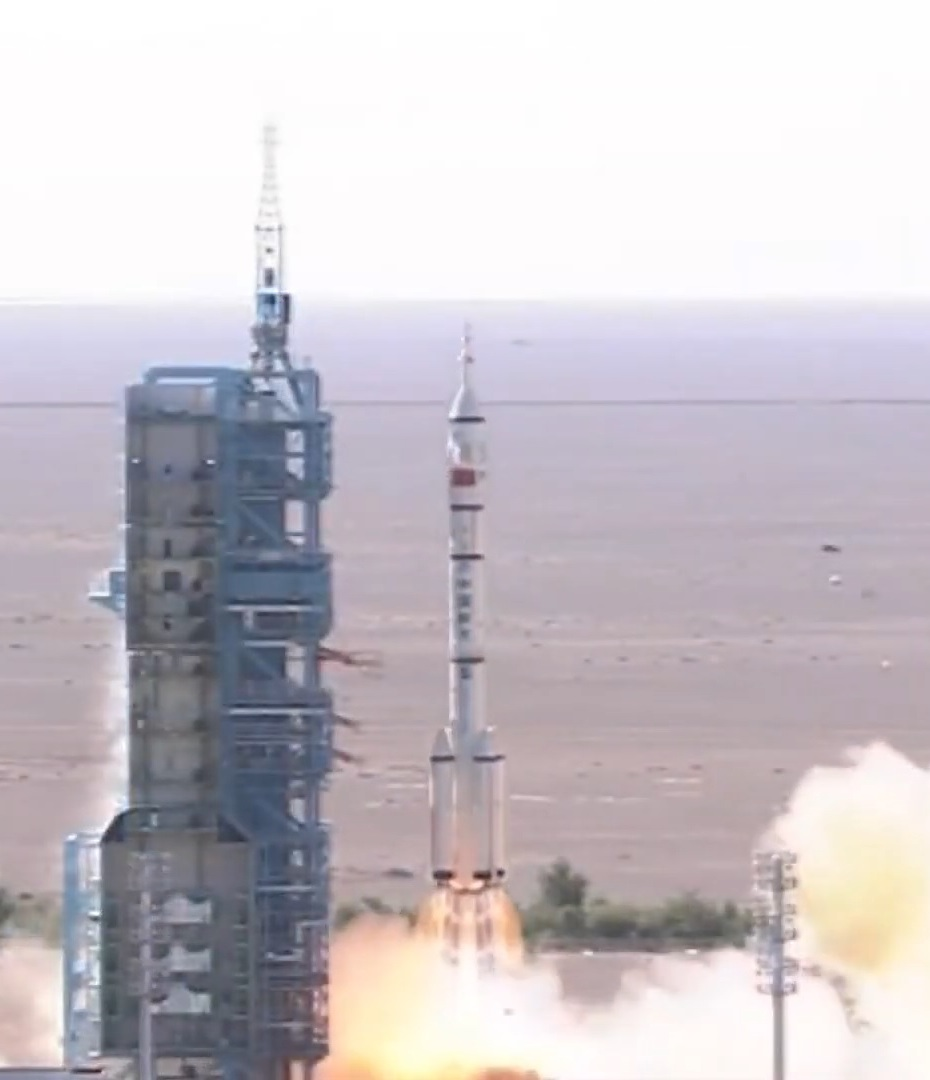
창정 2F를 통해 발사되는 선저우 12호

선저우 12호(중국어: 神舟十二号)는 2021년 6월 17일 발사된 중국의 톈궁 우주정거장으로 향하는 우주비행선이었다. 이 우주선에는 인민해방군 우주비행사 3명이 탑승했다. 이번 임무는 중국의 7번째 유인 우주 비행이자 선저우 계획 전체의 12번째 비행이었다. 이는 톈궁으로의 첫 비행이자, 2016년 선저우 11호 이후 최초의 중국인 유인 우주비행이다.

## 배경
선저우 12호는 원래 선저우 11호에 이어 실험용 단일 모듈 톈궁 2호 우주정거장을 방문하는 두 번째 임무로 계획됐다. 2016년 톈궁 2호에 대한 두 번째 임무 계획이 취소되고 대신 선저우 12호가 우주정거장으로 지정됐다. 2021년 4월 29일에 첫 번째 모듈인 톈허 코어 모듈이 발사된 대규모 모듈식 톈궁 우주 정거장에 대한 첫 번째 유인 임무이다.
선저우 12호의 승무원은 2021년 6월 16일에 발표되었다.

## 같이 보기
- 선저우 (우주선)
- 톈궁 우주정거장
- 톈저우 (우주선)